# Terézia Páleníková
Terézia Páleníková (Bratislava, 16 agosto 1995) è una cestista slovacca.

## Carriera
Con la Slovacchia ha disputato due edizioni dei Campionati europei (2017, 2021).